# Гасанов, Рамиз Айваз оглы
Рамиз Айваз оглы Гасанов (азерб. Ramiz Ayvaz oğlu Həsənov; род. 20 августа 1961, Алгети, Марнеульский муниципалитет) — азербайджанский государственный деятель, дипломат. Посол Азербайджана в Испании.

## Биография
Родился 20 августа 1961 года в г. Марнеули. В 1983 году окончил МГИМО.
С 1984 по 1990 год работал в Министерстве внешней торговли СССР.
С 1990 по 1991 год — заместитель начальника комиссии по внешнеэкономическим связям при Правительстве Азербайджана.
С 1992 по 1995 год — начальник управления Министерства внешнеэкономических связей Азербайджана.
С 1997 по 2004 год — первый заместитель председателя ОАО «Азерконтракт».
9 апреля 2004 года присвоен ранг чрезвычайного и полномочного посла.
Посол Азербайджана в Грузии (9 апреля 2004 — 14 декабря 2005).
Председатель Государственного Агентства стандартизации, метрологии и патентов Азербайджана (14 декабря 2005 — 20 апреля 2018).
Заместитель министра иностранных дел Азербайджана (15 мая 2018 — 19 апреля 2021).
Посол Азербайджана в Испании (с 19 апреля 2021). Одновременно является послом Азербайджана в Андорре (с 27 октября 2021), а также постоянным представителем Азербайджана при Всемирной туристской организации (с 18 мая 2021).
Владеет английским, русским, турецким языками.

## Награды
- Орден «За службу Отечеству» II степени (9 июля 2019 года) — за плодотворную деятельность в органах дипломатической службы Азербайджанской Республики[13]